# Dmitri Barchtchevski
Dmitri Iourievitch Barchtchevski (en russe : Дмитрий Юрьевич Барщевский ; né le 6 juin 1945 à Moscou) est un réalisateur, scénariste et producteur soviétique et russe.

## Filmographie
Réalisateur
- 2004 : Une saga moscovite
- 2008 : Sable épais (ru)

Scénariste
Producteur
- 2008 : Sable épais (ru)